# Kiến quân đội

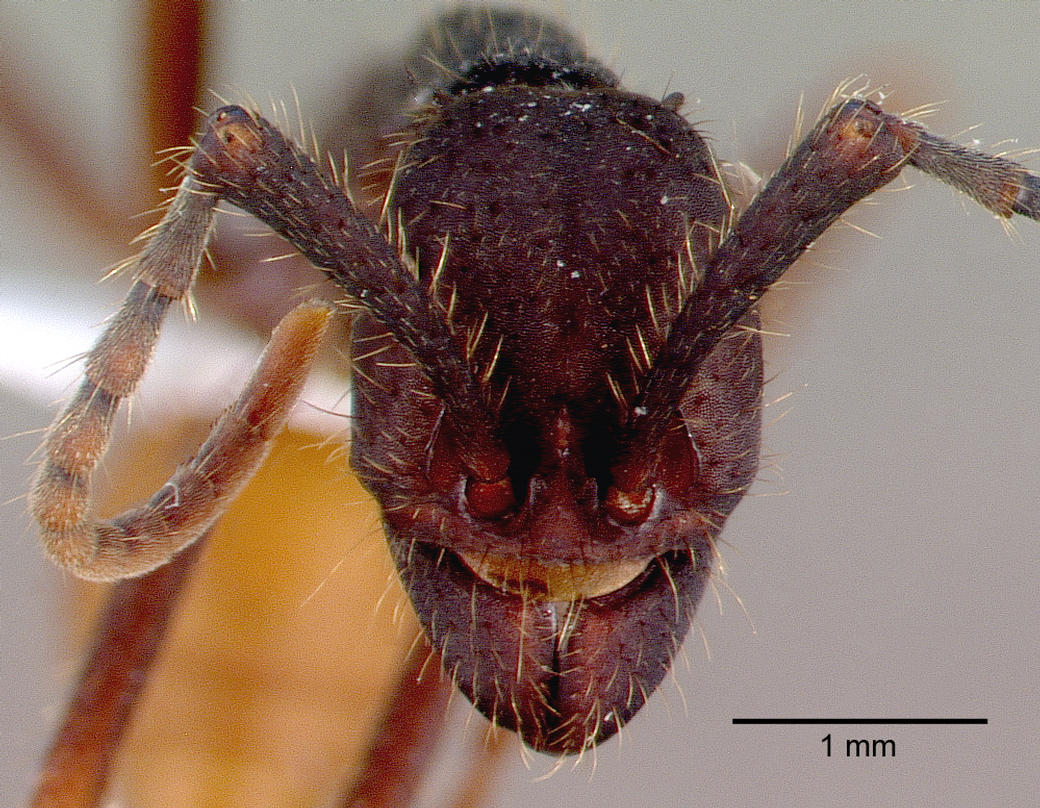
Một con kiến quân đội

Kiến quân đội hay kiến quân lính, kiến lê dương là tên gọi chỉ chung cho hơn 200 loài kiến trên thế giới sinh sống theo bầy với số lượng rất lớn. Đây là loài kiến nằm trong số những động vật đáng sợ nhất hành tinh với khả năng ăn thịt tập thể con mồi to lớn chỉ trong vòng vài phút hay còn biết đến với khả năng tàn sát kinh hoàng. Kiến quân đội có thể tấn công mọi loài vật mà chúng gặp trên đường đi.

## Tổng quan
Kiến quân đội, phân tán khắp thế giới ngày nay, có tổ tiên cách đây trên 100 triệu năm trên siêu lục địa Gondwana. Kiến quân đội có nguồn gốc riêng rẽ trên một số lục địa trong khoảng thời gian tương đối gần của lịch sử trái đất. Kiến quân đội có mặt hầu như là mọi nơi, chúng tiến hoá nhiều lần sau khi siêu lục địa Gondwana tan vỡ và phân tán cách đây trên 100 triệu năm. Kiến quân đội giống nhau trên toàn thế giới do chúng chỉ tiến hoá một lần vào giữa kỷ Phấn trắng. Chúng không thay đổi nhiều trong hàng chục triệu năm qua.
Kiến quân đội không giống các loài kiến được tìm thấy trong các khu vực khác nhau, chẳng hạn như tìm thấy tại các khu cắm trại gia đình. Đây là loài kiến di cư, kiếm mồi mà không cần trinh sát trước. Các con kiến cũng loại bỏ những thành viên yếu nhất và khẳng khiu nhất của cộng đồng khỏi tiền tuyến, trong khi vẫn giữ lại các chiến binh đủ mạnh mẽ để bảo vệ hậu phương. Kiến chúa không cánh của chúng có thể đẻ tới 4 triệu trứng mỗi tháng.

## Đột kích

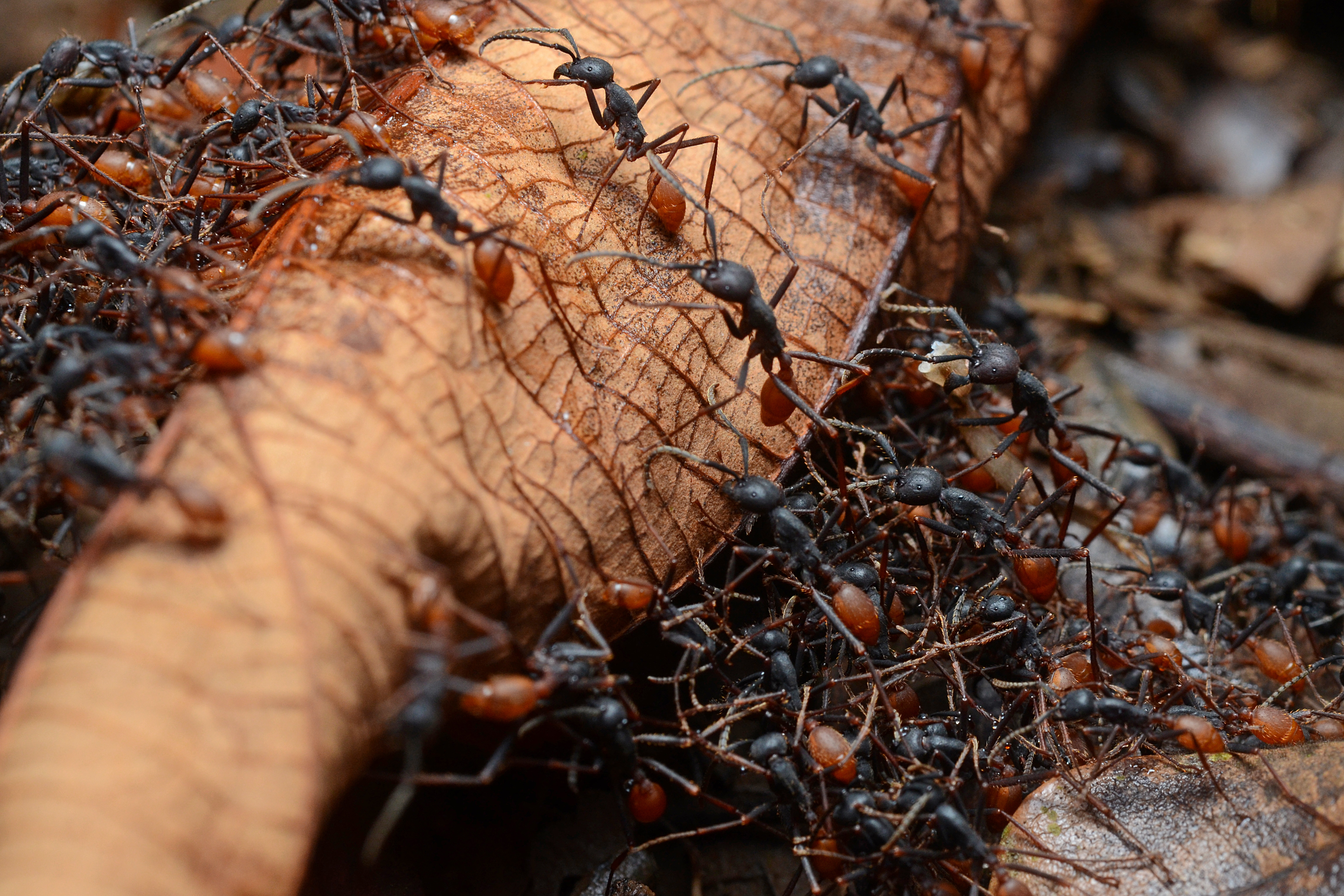
Một đàn kiến quân đội

Loài kiến quân đội có tổ chức xã hội chặt chẽ, chúng sử dụng các nguyên tắc quân sự truyền thống để phát động chiến tranh, chúng dựa vào chiến thuật đột kích và gây choáng váng (raids), dùng số lượng quân áp đảo để lấn át đối phương với số lượng ít hơn. Mỗi con kiến quân đội châu Phi có thể không phải lo sợ cho tính mạng của bản thân, vì chúng luôn kết thành các đàn đông đúc, lên tới hàng triệu con và dài khoảng 30,5 mét. Khả năng phối hợp của cả đàn khi săn mồi lại rất thiện chiến nhờ vào khả năng truyền tín hiệu qua một loại mùi mà chúng tiết ra.
Chiến thuật này của chúng được chứng minh là thành công. Một khi đã rơi vào lãnh địa của loài kiến quân đội với số lượng có thể lên tới hàng triệu con, không một loài vật nào có thể chống lại chúng, cho dù đó là những loài vật nguy hiểm như rắn độc, bọ cạp. Với những chiếc răng rất lớn giống lưỡi kiếm tí hon, chúng có thể bao vây và ăn ngấu nghiến một con bò bị cột dây hoặc thậm chí cả một đứa trẻ đang bị để chơi một mình, chỉ trong vòng vài phút. Khi không thể chạy thoát, cách duy nhất để không bị kiến quân đội tấn công là đứng bất động như tượng. Do thị giác của kiến quân đội rất yếu, chỉ nhìn được màu sáng và tối. Phụ nữ ở khu vực châu Phi gần xích đạo thường địu con trên lưng và không để chúng chơi trong cũi một mình.

## Tổ tạm
Không giống như hầu hết các loài kiến khác, kiến quân đội vừa bị mù bẩm sinh lại vừa không có tổ. Thông thường chúng chỉ tạm dừng chân để nghỉ ngơi. Những lúc như thế, chúng "hạ trại sống" trên thân cây hoặc trong hang hốc.
Trại xây bằng thân kiến sống này được tạo thành bởi chính các thành viên trong đàn. Chúng móc nối chân với nhau, kết thành một chùm nhung nhúc những kiến là kiến. Song ngay cả trong cái "tổ sống" tạm bợ ấy cũng vẫn có sự phân chia vị trí và tổ chức phòng vệ tuyệt vời. Theo đó, trong cùng là đám kiến thợ trẻ, tiếp đến là đám kiến thợ già, và ngoài cùng là các "chiến binh" sẵn sàng nghênh chiến, quyết đấu bảo vệ tổ.
Bên trong "tổ sống" còn có nhiều lối đi, buồng chứa thức ăn, phòng của kiến chúa, ấu trùng và trứng.

## Vòng tròn tự sát
Một đàn kiến quân đội di chuyển rộng đến cả 20m và dài hơn 100m. Vì bị mù bẩm sinh nên chúng tiết ra pheromone, tín hiệu hóa học giữa các cá thể cùng loài để tiện bề nhận biết. Nồng độ pheromone trong hàng quân cũng phân chia đậm nhạt khác nhau. Nồng độ đậm đặc nhất là ở giữa, để các nhóm kiến mở rộng khu vực kiếm thức ăn biết nẻo mà tha về trung tâm.
Thỉnh thoảng cũng vẫn có sai sót xảy ra. Đó là khi con dẫn đầu nhầm lẫn biến đường đi thành một vòng tròn. Do kiến quân đội chỉ dựa vào mùi pheromone mà di chuyển, nên một khi đã đi vào vòng tròn tín hiệu pheromone sai lầm này, chúng sẽ không tài nào thoát khỏi. Cả đám cứ mãi cắm cổ xoay vòng, cho đến khi sức tàn lực kiệt, lần lượt gục xuống chết.